# Outback Bowl 2018
Match précédent Match suivant
L'Outback Bowl 2018 est un match de football américain de niveau universitaire joué après la saison régulière de 2017, le 1er janvier 2018 au Raymond James Stadium de Tampa dans l'état de Floride aux États-Unis.
Il s'agit de la 32e édition de l'Outback Bowl.
Le match met en présence les équipes des Wolverines du Michigan issus de la Big Ten Conference et des Gamecocks de la Caroline du Sud issus de la Southeastern Conference.
Il débute à midi locales et est retransmis en télévision sur ESPN2.
Sponsorisé par la société Outback Steakhouse, le match est officiellement dénommé l'Outback Bowl 2018.
South Carolina remporte le match, 26 à 19.

## Présentation du match
| Équipes                                                                                          | Conférences | Entraîneurs        | Stats. saison rég. | Classements avant le bowl CFP-AP-Coaches |
| ------------------------------------------------------------------------------------------------ | ----------- | ------------------ | ------------------ | ---------------------------------------- |
| Wolverines du Michigan                                                                           | Big Ten     | Jim Harbaugh       | 8 - 4              | NC                                       |
| Gamecocks de la Caroline du Sud                                                                  | SEC         | Will Muschamp (en) | 8 - 4              | NC                                       |
| Arbitre : Stuart Mullins (ACC) Équipe donnée favorite par les bookmakers : Michigan par 8 points |             |                    |                    |                                          |

Il s'agit de la 4e rencontre entre ces deux équipes. Elles se sont déjà affrontées lors de l'Outback Bowl 2013 (victoire de South Carolina, 33 à 28).

### Wolverines du Michigan
Avec un bilan global en saison régulière de 8 victoires et 4 défaites, michigan est éligible et accepte l'invitation pour participer à l'Outback Bowl de 2018.
Ils terminent 4e de la East Division de la Big Ten Conference derrière no 5 Ohio State, no 9 Penn State et no 18 Michigan State, avec un bilan en matchs de division de 5 victoires et 4 défaites.
À l'issue de la saison 2017, ils n'apparaissent pas dans les classements CFP, AP et Coaches.
Il s'agit de leur 6e apparition à l'Outback Bowl et le 46e bowl de toute leur histoire.
| V - D    | Dates            | Nom de l'événement | Gagnants                            | Scores | Perdants                              |
| -------- | ---------------- | ------------------ | ----------------------------------- | ------ | ------------------------------------- |
| Victoire | 2 janvier 1988   | Outback Bowl 1988  | Michigan Wolverines (8-4)           | 28-24  | Alabama Crimson Tide (7-5)            |
| Victoire | 1er janvier 1994 | Outback Bowl 1994  | Michigan Wolverines (8-4)           | 42-07  | Wolfpack de North Carolina State (7-5 |
| Défaite  | 1er janvier 1997 | Outback Bowl 1997  | Alabama Crimson Tide (10-3)         | 17-14  | Michigan Wolverines (8-4)             |
| Victoire | 1er janvier 2003 | Outback Bowl 2003  | Wolverines du Michigan #13 (10-3)   | 38-30  | Florida Gators (8-4)                  |
| Défaite  | 1er janvier 2013 | Outback Bowl 2013  | South Carolina Gamecocks #10 (11-2) | 33-28  | Michigan Wolverines #18 (8-5)         |

### Gamecocks de la Caroline du Sud
Avec un bilan global en saison régulière de 8 victoires et 4 défaites, South Carolina est éligible et accepte l'invitation pour participer à l'Outback Bowl de 2018.
Ils terminent 2e de la East Division de la Southeastern Conference derrière no 3 Georgia avec un bilan en matchs de division de 5 victoires et 3 défaites.
À l'issue de la saison 2017, ils n'apparaissent pas dans les classements CFP, AP et Coaches.
Il s'agit de leur 6e apparition à l'Outback Bowl et le 22e bowl de toute leur histoire :
| V - D    | Dates            | Nom de l'événement     | Gagnants                            | Scores | Perdants                           |
| -------- | ---------------- | ---------------------- | ----------------------------------- | ------ | ---------------------------------- |
| Défaite  | 29 décembre 1979 | Hall of fame Bowl 1979 | Missouri Tigers (8-5)               | 24-14  | South Carolina Gamecocks #16 (8-5) |
| Victoire | 1er janvier 2001 | Outback Bowl 2001      | South Carolina Gamecocks #14 (8-4)  | 24-07  | Ohio State Buckeyes (8-4)          |
| Victoire | 1er janvier 2002 | Outback Bowl 2002      | South Carolina Gamecocks #11 (9-3)  | 31-28  | Ohio State Buckeyes (7-5)          |
| Défaite  | 1er janvier 2009 | Outback Bowl 2009      | Iowa Hawkeyes (10-4)                | 31-10  | South Carolina Gamecocks (7-7)     |
| Victoire | 1er janvier 2013 | Outback Bowl 2013      | South Carolina Gamecocks #10 (11-2) | 33-28  | Michigan Wolverines #18 (8-5)      |

## Résumé du match
Début du match à midi, fin à 15 h 44 pour une durée totale de jeu de 3 heures et 44 minutes
Températures de 13 °C, vent de Nord de 18 km/h, ciel nuageux, pluie fine.
| QT          | Temps       | Drive       | Drive       | Drive       | Équipe      | Description de l'action | Score | Score |
| QT          | Temps       | Jeux        | Yards       | TDP         | Équipe      | Description de l'action | MICH  | SC    |
| ----------- | ----------- | ----------- | ----------- | ----------- | ----------- | --- | ----- | ----- |
| 1           | 03:42       | 8           | 29          | 03:37       | MICH        | FG de 35 yards par K Quinn Nordin | 3     | 0     |
| 1           | 00:09       | 6           | 23          | 02:16       | MICH        | FG de 26 yards par K Quinn Nordin | 6     | 0     |
| 2           | 08:45       | 5           | 45          | 01:36       | SC          | FG de 45 yards par K Parker White | 6     | 3     |
| 2           | 00:00       | 8           | 33          | 01:18       | MICH        | FG de 45 yards par K Quinn Nordin | 9     | 3     |
| 3           | 09:56       | 7           | 72          | 07:34       | MICH        | TD à la suite d'une course de 1 yard par FB Ben Mason + 1 extra-point par K Quinn Nordin                                                      | 16    | 3     |
| 3           | 05:42       | 4           | 2           | 01:10       | MICH        | FG de 48 yards par K Quinn Nordin | 19    | 3     |
| 3           | 02:25       | 6           | 77          | 03:17       | SC          | TD de 18 yards par RB Rico Dowdle à la suite d'une réception d'une passe de QB Jake Bentley mais la tentative de conversion à 2 points échoue | 19    | 9     |
| 3           | 00:51       | 1           | 21          | 00:06       | SC          | TD de 21 yards par WR Bryan Edwards à la suite d'une réception d'une passe de QB Jake Bentley + 1 extra-point par K Parker White              | 19    | 16    |
| 4           | 11:33       | 6           | 81          | 02:12       | SC          | TD de 53 yards par WR Shi Smith à la suite d'une réception d'une passe de QB Jake Bentley + 1 extra-point par K Parker White                  | 19    | 23    |
| 4           | 03:47       | 4           | 9           | 01:55       | SC          | FG de 22 yards par K Parker White | 19    | 26    |
| Score final | Score final | Score final | Score final | Score final | Score final | Score final | 19    | 26    |

## Statistiques
| Meilleur joueur (MVP) |                |       |
| Nom                   | Équipe         | Poste |
| Jake Bentley          | South Carilina | QB    |

| Statistiques par équipe                |                                                      |                                                      |
| Statistiques                           | MICH                                                 | SC                                                   |
| 1er down                               | 17                                                   | 13                                                   |
| 1er down à la course                   | 3                                                    | 2                                                    |
| 1er down à la passe                    | 11                                                   | 10                                                   |
| 1er down suite pénalité                | 3                                                    | 1                                                    |
| Conversion de 3e down                  | 2/17                                                 | 2/14                                                 |
| Conversion de 4e down                  | 1/3                                                  | 0/0                                                  |
| Jeux–yards                             | 78 jeux pour 277 yards                               | 58 jeux pour 302 yards                               |
| Yards à la course                      | 33 courses pour 74 yards moyenne de 2,2 yards/course | 26 courses pour 61 yards moyenne de 2,3 yards/course |
| Yards à la passe                       | 203                                                  | 239                                                  |
| Passes : Réussies-Tentées-Interceptées | 21/45 passes complétées , 2 interceptions            | 19/32 passes complétées , 1 interception             |
| Réussite en zone rouge/chances         | 3/5                                                  | 2/2                                                  |
| TD                                     | 1                                                    | 3                                                    |
| Field Goals                            | 4/4                                                  | 2/3                                                  |
| Sacks (Nombre-Yards)                   | 3 pour 21 yards adverses perdus                      | 2 pour 16 yards adverses perdus                      |
| Fumbles (Nombre/Perdus)                | 3/3                                                  | 2/2                                                  |
| Pénalités (Nombre/Yards perdus)        | 6 pour 40 yards perdus                               | 7 pour 68 yards perdus                               |
| Temps de possession                    | 34:17                                                | 25:43                                                |

| Statistiques individuelles |                 | |
| Quaterbacks                |                 | |
| MICH                       | Brandon Peters  | 20/44 passes complétées, 186 yards, 2 interceptions, 0 TD, 2 sacks subis                                 |
| SC                         | Jake Bentley    | 19/32 passes complétées, 239 yards, 1 interception, 2 TDs, 3 sacks subis                                 |
| Meilleurs coureurs         |                 | |
| MICH                       | Karan Higdon    | 17 courses pour 65 yards nets gagnés, 0 TD, moyenne de 3,8 yards/course                                  |
| SC                         | Rico Dowdle     | 6 courses pour 45 yards nets gagnés, 1 TD, moyenne de 7,5 yards/course                                   |
| Meilleurs receveurs        |                 | |
| MICH                       | Kekoa Crawford  | 5 réceptions pour 61 yards gagnés, 0 TD                                                                  |
| SC                         | Bryan Edwards   | 5 réceptions pour 88 yards gagnés, 1 TD                                                                  |
| Meilleurs tacleurs         |                 | |
| MICH                       | Hudson, Khaleke | 10 tacles dont 4 en solo, 1 touché pour perte de 7 yards adverses, 1 sack (perte adverse de 7 yards)     |
| SC                         | T.J. Brunson    | 13 tacles dont 9 en solo, 2 touchés pour perte de 16 yards adverses, 2 sacks (perte adverse de 16 yards) |